# Wilkizkistraße
Die Wilkizkistraße (russisch пролив Вилькицкого/proliw Wilkizkogo) ist eine Meerenge, welche die Taimyrhalbinsel im Norden Sibiriens von der Inselgruppe Sewernaja Semlja trennt.
Die Meerenge verbindet die Karasee im Westen mit der Laptewsee im Osten. Sie ist etwa 130 Kilometer lang und an der schmalsten Stelle, zwischen dem nördlichsten Punkt der Halbinsel Taimyr Kap Tscheljuskin und Kap Taimyra auf der Bolschewik-Insel, 56 Kilometer breit. Östlich der Bolschewik-Insel zweigt von der Wilkizkistraße in nordöstlicher Richtung die Jewgenowstraße ab, welche diese größte Insel der Gruppe von den südöstlich etwas abseits gelegenen kleineren Starokadomski- und Kleinen Taimyr-Insel trennt. Im Westteil der Meerenge erheben sich die vier kleinen Inseln der Heiberg-Inselgruppe. Die Wilkizkistraße ist im Westteil 100 bis 150 Meter tief, im Ostteil bis über 200 Meter.
Die Straße ist nach dem Hydrographen Boris Wilkizki benannt, der 1913 während der Hydrographischen Expedition des Nördlichen Eismeers die Inselgruppe Sewernaja Semlja entdeckte, wodurch der Seeweg um Kap Tscheljuskin sich als Meerenge herausstellte. Es gelang Wilkizki erst ein Jahr später, diese mit den eisbrechenden Frachtschiffen Taimyr und Waigatsch zu passieren. Erstmals war dieser nördlichste Abschnitt der Nordostpassage 1878/79 von Adolf Erik Nordenskiöld durchfahren worden.